# Bulldog (banda)
Bulldog es una banda de punk rock formada en 1989 en Rosario, Argentina.

## Historia
La banda se formó en Rosario a fines de 1989, y fue ganando espacios y popularidad durante más de diez años de carrera under, gracias a su estilo de punk y rock. Comenzó a cosechar lauros y ganarse un nombre propio a nivel nacional con su trabajo independiente lanzado en el año 2000, Circo calesita, que refleja con mejor sonido sus raíces punks, viejos hits y también canciones más elaboradas. Las presentaciones incluyeron un recital con Attaque 77 en Cemento y en el CEC de Rosario, además de las primeras incursiones en Chile y Brasil. A esta altura, sus giras ya recorrían todo el interior del país, tenían un videoclip y temas incluidos en compilados de Brasil y Estados Unidos.
En septiembre del 2001 editaron No te des por vencido, ni aun vencido, un compilado de los tres primeros trabajos, y también un EP. Volvieron a recorrer la costa atlántica durante el verano siguiente, cerrando en Hangar antes más de 3000 personas. Después encararon la grabación de El campo de los sueños, con producción de Adrián Taverna e invitados como Ciro Pertusi (Attaque 77), Pil Trafa (Los Violadores) y Martin «Tucán» Bosa (ex-Juana La Loca, tecladista de Attaque 77). La presentación oficial fue en septiembre de 2002, en Cemento, para luego partir al interior, Chile y Perú, sumando más de 70 shows en todo el año.
En el verano del 2003 estuvieron en el Cosquín Rock y llenaron Hangar junto a Cadena Perpetua. No pararon de tocar durante todo el año, y fueron la única banda argentina que participó del álbum tributo a Joey Ramone, lanzado en Estados Unidos, con el tema "Death Is Around (But I Don't Care)».
En 2006 el baterista Luis "Bebe" Gindre deja la banda luego de 17 años debido a cuestiones personales y en su reemplazo ingresa Adrián Alexis Gómez, quien es el actual baterista de la agrupación. Luego de tres años de silencio, editaron Salvaje (2007), bajo la producción de Michel Peyronel. Simultáneamente a los festejos por los 15 años de trayectoria, el lanzamiento fue acompañado por una gran gira nacional por las principales capitales del interior.
El décimo trabajo de la banda, Repolución, fue grabado en 2009 en las sierras cordobesas, bajo la producción artística de Mariano Martínez (guitarra y voz de Attaque 77).

## Miembros

### Actuales
- Adrián Alexis Gómez: batería
- Guillermo «Willy» Tagliarini: guitarra y voz
- Hernán "Mantu» Mantoani: voz y guitarra
- Ramiro "Rata" España: bajo y voz

### Anteriores
- Luis "Bebe" Gindre: batería

## Discografía

### Álbumes
- Cementerio punk (demo) (1991)
- Si yo! (1995)
- Un lugar para juntarnos (1997)
- El ángel de la muerte (1998)
- Circo calesita (2000)
- No te des por vencido, ni aún vencido (2001)
- El campo de los sueños (2002)
- Todos los perros van al cielo (2004)
- EP (2006)
- Yo estuve ahí... nosotros también (parte 1) (2005)
- Yo estuve ahí... nosotros también (parte 2) (2006)
- Salvaje (2007)
- Repolución (2009)
- Repolución de lujo (2009) - 3 temas reeditados
- Pogo, Punk Y Sentimiento (2010)
- 20 Años Noche para festejar (2012)
- Ciudad Deseo (2013)
- Go to hell (2015)
- Sangre&Fuego (2017)
- Filosopunk (2022)

### DVDs
- Yo Estuve Ahí... Nosotros También (DVD) (2007)
- 20 Años: Una Noche Para Festejar (2012)

## Videografía
- Otra Vez (Un Lugar Para Juntarnos)
- Fatal Destino (Circo Calesita)
- Atacado (El Campo De Los Sueños)
- Fiel (Todos Los Perros Van Al Cielo)
- Mi Amor, Mi Sol, Mi Perdición (Todos Los Perros Van Al Cielo)
- El Grito Silencioso (Todos Los Perros Van Al Cielo)
- Volar Volar (Yo Estuve Ahí...Nosotros También)
- Más Y Más (Salvaje)
- Antigil (Salvaje)
- Un Domingo En Madrid (Salvaje)
- El Secreto (Repolución)
- Mi Razón Y Mi Existir (Repolución)
- Entre El Cielo Y El Infierno (Pogo, Punk Y Sentimiento)
- Más Que Diez (Pogo, Punk Y Sentimiento)
- Hombre Desprolijo (Ciudad Deseo)
- Free Your Mind (Ciudad Deseo)
- Solo Un Viaje (Ciudad Deseo)
- Sangre Y Fuego (Sangre & Fuego)
- Camino A La Locura (Sangre & Fuego)
- La Noche Sin Tí (Filosopunk)
- Silogismo (Filosopunk)
- Filosopunk(Filosopunk)
- La formula del amor (Filosopunk)